# Kevi, Banatul de Nord
Kevi (maghiară Kevi) este o localitate în Districtul Banatul de Nord, Voivodina, Serbia.